# Шафі-бек Рустамбеков
Шафі-бек Мустафа-бек огли Рустамбеков (31 травня 1892, Айдін-Кішлаг, Нухінський повіт — 20 грудня 1960, Стамбул, Туреччина) — азербайджанський державний діяч, юрист, публіцист, член Закавказького сейму, член Національної ради заступника міністра внутрішніх справ Азербайджанської Демократичної Республіки.

## Життєпис
Народився 31 травня 1892 року в селі Айдін-Кішлаг Куткашинського магала Нухінського повіту. У 1911 року вступив на юридичний факультет Київського університету Святого Володимира. Під час навчання розпочав активну політичну діяльність, був членом Київської філії партії Мусават. У 1916 році після закінчення навчання повернувся до Азербайджану. Де працював присяжним повіреним при Єлизаветпольському окружному суді. Він брав участь у роботі з'їзду мусульман у Баку у 1917 році та вимагав автономії для Азербайджану. Був членом ЦК Мусават. 15 листопада Рустамбеков розпочинає діяльність у мусульманській фракції Закавказького сейму.
28 травня 1918 Шафі-бек Рустамбеков був одним з тих, хто підписав Декларацію незалежності Азербайджану. Починаючи з 28 листопада, він працює в офіційному урядовому органі газети «Азербайджан». Шафі-бек також відігравав значну роль історії азербайджанської публіцистики. Після відкриття Азербайджанського парламенту 7 грудня, його було обрано головою мандатної комиссии. Входив до фракції «Мусават та безпартійні». Його брат Джафар-бей Рустамбайлі був дипломатичним представником Азербайджанської Демократичної Республіки в Кубанській Народній Республіці та на Дону.
Після окупації Азербайджанської Демократичної Республіки більшовиками Шафі-бек Рустамбеков поїхав до Тифлісу і створив там «Комітет порятунку Азербайджану». А після взяття Грузії Червоною армією, він поїхав до Стамбула і почав роботу в журналі Yeni Qavqaziya разом з Мамед Еміном Расулзаде. В еміграції він також працював у таких органах як «Azəri-Türk», «Odlu Yurd», «Azərbaycan Yurd Bilgisi». Пізніше працював у газетах «Кавказ» та «Prometei», які видавалися в Парижі. Шафі-бек був членом іноземного бюро партії Мусават, але їхній шлях із Мамед Еміном Расулзаде з 1927 року почали роз'єднуватися. Через це він навіть написав протестні книги Yıkınalan putlar (1934) і Resulzadenin feci sükutu (1935), на що Расулзаде відповів йому твором Şəfibəyçilik (1934). .
20 грудня 1960 року помер у Стамбулі і був похований на цвинтарі Ферікей.